# Инфракрасное излучение

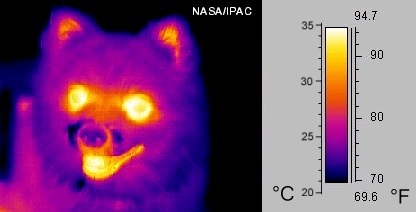
Изображение собаки, полученное в инфракрасном излучении с помощью тепловизора

Инфракра́сное излуче́ние — электромагнитное излучение, занимающее спектральную область между красным концом видимого света (с длиной волны λ = 0,74 мкм и частотой 430 ТГц) и микроволновым радиоизлучением (λ ~ 1—2 мм, частота 300 ГГц).
Инфракрасное излучение составляет большую часть излучения ламп накаливания, около 50 % излучения Солнца; инфракрасное излучение генерируют многие лазеры, в том числе твердотельные, самым распространённым типом из которых является Nd:YAG-лазер с длиной волны генерируемого излучения 1064 нм. Для его регистрации пользуются тепловыми и фотоэлектрическими приёмниками, а также специальными фотоматериалами. Фотоприёмники на дальний ИК-диапазон охлаждаются с помощью элемента Пельтье, либо жидким азотом, либо микрокриогенной установкой на основе обратного цикла Стирлинга, либо на основе дросселя (см. эффект Джоуля-Томпсона).
В силу большой протяженности инфракрасного диапазона оптические свойства веществ в инфракрасном излучении могут значительно меняться, в том числе отличаясь от их свойств в видимом излучении.

## История открытия и общая характеристика

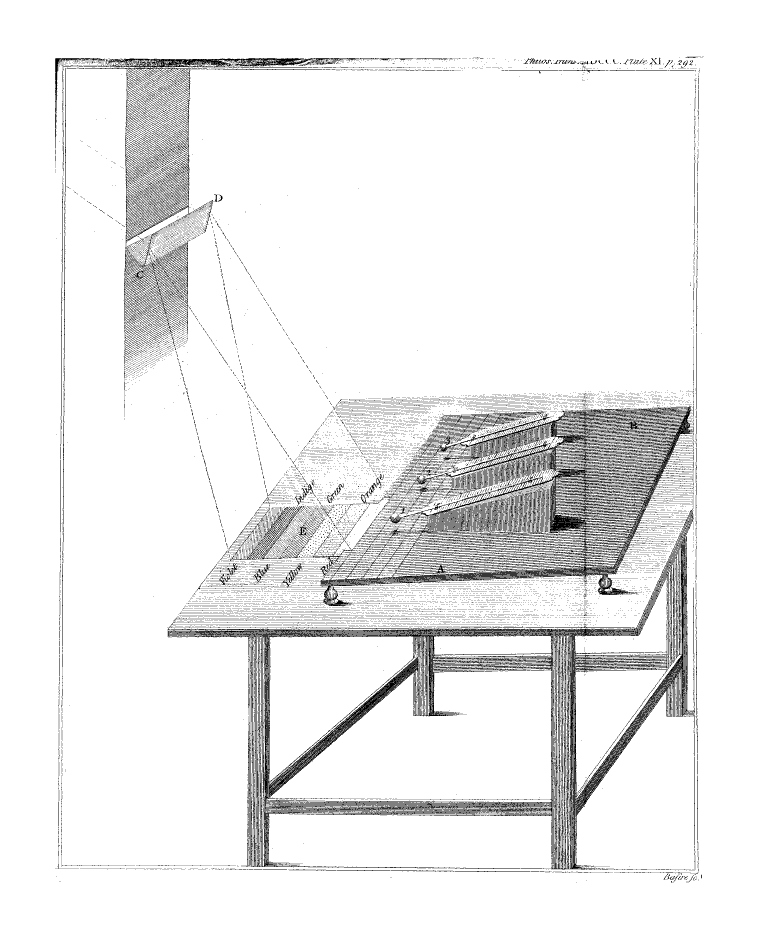
Эксперимент Гершеля

Инфракрасное излучение было открыто в 1800 году английским астрономом У. Гершелем. Занимаясь исследованием Солнца, он искал способ уменьшения нагрева инструмента, с помощью которого велись наблюдения. Определяя с помощью термометров действие разных участков видимого спектра, Гершель обнаружил, что «максимум тепла» лежит за насыщенным красным цветом и, возможно, «за видимым преломлением». Это исследование положило начало изучению инфракрасного излучения.
Раньше лабораторными источниками инфракрасного излучения служили исключительно раскалённые тела либо электрические разряды в газах. Сейчас на основе твердотельных и молекулярных газовых лазеров созданы современные источники инфракрасного излучения с регулируемой или фиксированной частотой. Для регистрации излучения в ближней инфракрасной-области (до ~1,3 мкм) используются специальные фотопластинки. Более широким диапазоном чувствительности (примерно до 25 мкм) обладают фотоэлектрические детекторы и фоторезисторы. Излучение в дальней ИК-области регистрируется болометрами — детекторами, чувствительными к нагреву инфракрасным излучением.
ИК-аппаратура находит широкое применение как в военной технике (например, для наведения ракет), так и в гражданской (например, в волоконно-оптических системах связи). В качестве оптических элементов в ИК-спектрометрах используются либо линзы и призмы, либо дифракционные решётки и зеркала. Чтобы исключить поглощение излучения в воздухе, спектрометры для дальней ИК-области изготавливаются в вакуумном варианте.
Поскольку инфракрасные спектры связаны с вращательными и колебательными движениями в молекуле, а также с электронными переходами в атомах и молекулах, ИК-спектроскопия позволяет получать важные сведения о строении атомов и молекул, а также о зонной структуре кристаллов.

## Диапазоны инфракрасного излучения
Объекты обычно испускают инфракрасное излучение во всём спектре длин волн, но иногда только ограниченная область спектра представляет интерес, поскольку датчики обычно собирают излучение только в пределах определённой полосы пропускания. Таким образом, инфракрасный диапазон часто подразделяется на более мелкие диапазоны.

### Обычная схема деления
Чаще всего разделение на более мелкие диапазоны производится следующим образом:
| Аббревиатура                    | Длина волны  | Энергия фотонов | Характеристика |
| Near-infrared, NIR              | 0,75—1,4 мкм | 1,7—0,9 эВ      | Ближний ИК, ограниченный с одной стороны видимым светом, с другой — прозрачностью воды, значительно ухудшающейся при 1,45 мкм. В этом диапазоне работают широко распространённые инфракрасные светодиоды и лазеры для систем волоконной и воздушной оптической связи. Видеокамеры и приборы ночного видения на основе ЭОП также чувствительны в этом диапазоне. |
| Short-wavelength infrared, SWIR | 1,4—3 мкм    | 0,9—0,4 эВ      | Поглощение электромагнитного излучения водой значительно возрастает при 1450 нм. Диапазон 1530—1560 нм преобладает в области дальней связи. |
| Mid-wavelength infrared, MWIR   | 3—8 мкм      | 0,4—0,15 эВ     | В этом диапазоне начинают излучать тела, нагретые до нескольких сотен градусов Цельсия. В этом диапазоне чувствительны тепловые головки самонаведения систем ПВО и технические тепловизоры. |
| Long-wavelength infrared, LWIR  | 8—15 мкм     | 0,15—0,08 эВ    | В этом диапазоне начинают излучать тела с температурами около нуля градусов Цельсия. В этом диапазоне чувствительны тепловизоры для приборов ночного видения. |
| Far-infrared, FIR               | 15— 1000 мкм | 0,08—0,0012 эВ  | |

### CIE схема
Международная комиссия по освещению рекомендует разделение инфракрасного излучения на следующие три группы:
- IR-A: 700 нм — 1400 нм (0,7 мкм — 1,4 мкм)
- IR-B: 1400 нм — 3000 нм (1,4 мкм — 3 мкм)
- IR-C: 3000 нм — 1 мм (3 мкм — 1000 мкм)

### ISO 20473 схема
Международная организация по стандартизации предлагает следующую схему:
| Обозначение                   | Аббревиатура | Длина волны |
| ----------------------------- | ------------ | ----------- |
| Ближний инфракрасный диапазон | NIR          | 0,78—3 мкм  |
| Средний инфракрасный диапазон | MIR          | 3—50 мкм    |
| Дальний инфракрасный диапазон | FIR          | 50—1000 мкм |

### Астрономическая схема
Астрономы обычно делят инфракрасный спектр следующим образом:
| Обозначение                   | Аббревиатура | Длина волны             |
| ----------------------------- | ------------ | ----------------------- |
| Ближний инфракрасный диапазон | NIR          | (0.7…1) — 5 мкм         |
| Средний инфракрасный диапазон | MIR          | 5 — (25…40) мкм         |
| Дальний инфракрасный диапазон | FIR          | (25…40) — (200…350) мкм |

## Тепловое излучение
Теплово́е излуче́ние или лучеиспускание — передача энергии от одних тел к другим в виде электромагнитных волн, излучаемых телами за счёт их внутренней энергии. Тепловое излучение в основном приходится на инфракрасный участок спектра от 0,74 мкм до 1000 мкм. Отличительной особенностью лучистого теплообмена является то, что он может осуществляться между телами, находящимися не только в какой-либо среде, но и вакууме. Примером теплового излучения является свет от лампы накаливания. Мощность теплового излучения объекта, удовлетворяющего критериям абсолютно чёрного тела, описывается законом Стефана — Больцмана. Отношение излучательной и поглощательной способностей тел описывается законом излучения Кирхгофа. Тепловое излучение является одним из трёх элементарных видов переноса тепловой энергии (помимо теплопроводности и конвекции). Равновесное излучение — тепловое излучение, находящееся в термодинамическом равновесии с веществом.

## Инфракрасное зрение
Органы восприятия человека и других высших приматов не приспособлены под инфракрасное излучение (проще говоря, человеческий глаз его не воспринимает), однако некоторые биологические виды способны воспринимать органами зрения инфракрасное излучение. Так, зрение некоторых змей позволяет им видеть в инфракрасном диапазоне и охотиться на теплокровную добычу ночью (когда её силуэт обладает наиболее выраженным контрастом на фоне остывшей местности). Более того, у обыкновенных удавов эта способность имеется одновременно с нормальным зрением, в результате чего они способны видеть окружающее одновременно в двух диапазонах: нормальном видимом (как и большинство животных) и инфракрасном. Среди рыб способностью видеть под водой в инфракрасном диапазоне отличаются такие рыбы, как пиранья, охотящаяся на зашедших в воду теплокровных животных, и золотая рыбка. Среди насекомых инфракрасным зрением обладают комары, что позволяет им с большой точностью ориентироваться на наиболее насыщенные кровеносными сосудами участки тела добычи.

## Применение

### Прибор ночного видения
Существует несколько способов визуализировать невидимое инфракрасное изображение:
- Современные полупроводниковые видеокамеры чувствительны в ближнем ИК. Во избежание ошибок цветопередачи обычные бытовые видеокамеры снабжаются специальным фильтром, отсекающим ИК изображение. Камеры для охранных систем, как правило, не имеют такого фильтра. Однако в темное время суток нет естественных источников ближнего ИК, поэтому без искусственной подсветки (например, инфракрасными светодиодами) такие камеры ничего не покажут.
- Электронно-оптический преобразователь — вакуумный фотоэлектронный прибор, усиливающий свет видимого спектра и ближнего ИК. Имеет высокую чувствительность и способен давать изображение при очень низкой освещенности. Являются исторически первыми приборами ночного видения, широко используются и в настоящее время в дешевых ПНВ. Поскольку работают только в ближнем ИК, то, как и полупроводниковые видеокамеры, требуют наличия освещения.
- Болометр — тепловой сенсор. Болометры для систем технического зрения и приборов ночного видения чувствительны в диапазоне длин волн 3—14 мкм (средний ИК), что соответствует излучению тел, нагретых от -50 до 500 градусов Цельсия. Таким образом, регистрируя излучение самих предметов, болометрические приборы не требуют внешнего освещения и создают картинку разности температур.

### Термография

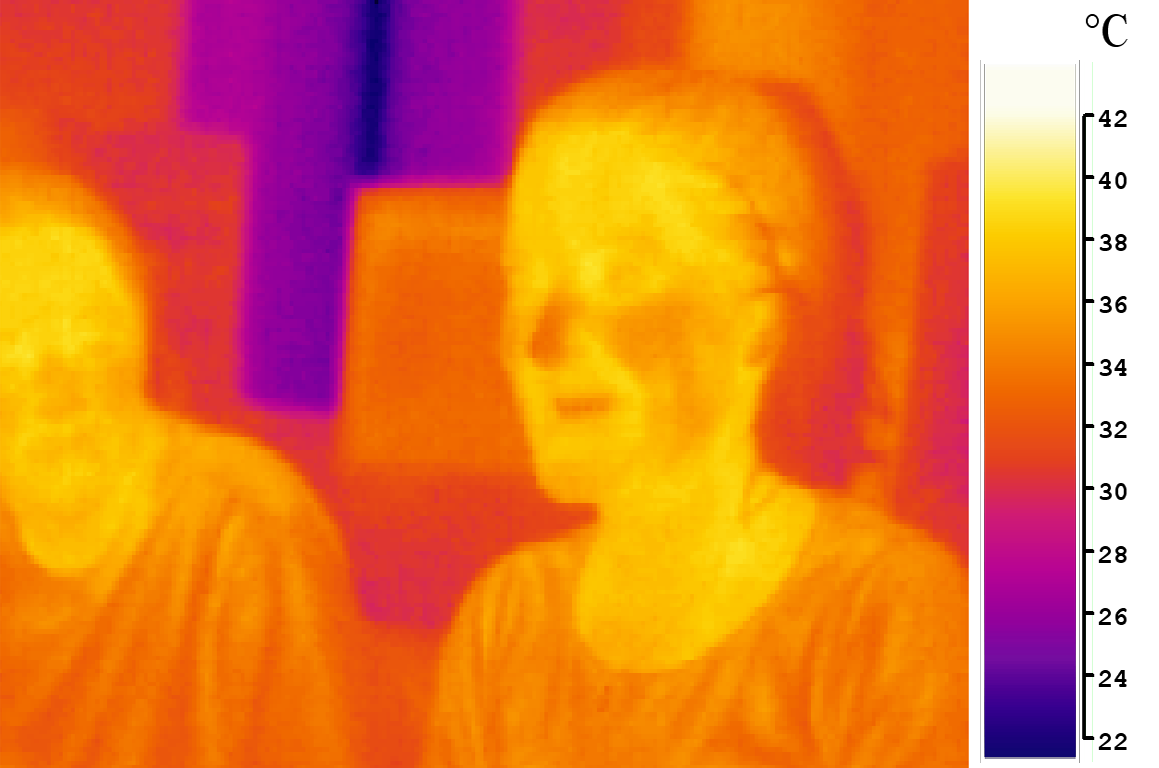
Изображение девушки, полученное в инфракрасном диапазоне

Инфракрасная термография, тепловое изображение или тепловое видео — это способ получения термограммы — изображения в инфракрасных лучах, показывающего картину распределения температурных полей. Термографические камеры или тепловизоры обнаруживают излучение в инфракрасном диапазоне электромагнитного спектра (примерно 900—14000 нанометров) и на основе этого излучения создают изображения, позволяющие определить перегретые или переохлаждённые места. Так как инфракрасное излучение испускается всеми объектами, имеющими температуру, согласно формуле Планка для излучения чёрного тела, термография позволяет «видеть» окружающую среду с или без видимого света. Величина излучения, испускаемого объектом, увеличивается с повышением его температуры, поэтому термография позволяет видеть различия в температуре. Тёплые объекты видны лучше, чем охлаждённые до температуры окружающей среды; люди и теплокровные животные легче заметны в окружающей среде, как днём, так и ночью.
Тепловизоры применяются вооружёнными силами для обнаружения теплоконтрастных целей (живой силы и техники) в любое время суток, их применяют пожарные и спасательные службы для поиска пострадавших, выявления очагов горения, анализа обстановки и поиска путей эвакуации, они также используются в медицине для диагностики различных заболеваний, с помощью них обнаруживают перегрев в местах соединений и части, находящиеся в аварийном состоянии и т.д.

### Инфракрасное самонаведение
Инфракрасная головка самонаведения — головка самонаведения, работающая на принципе улавливания волн инфракрасного диапазона, излучаемых захватываемой целью. Представляет собой оптико-электронный прибор, предназначенный для идентификации цели на окружающем фоне и выдачи в автоматическое прицельное устройство (АПУ) сигнала захвата, а также для измерения и выдачи в автопилот сигнала угловой скорости линии визирования.

### Инфракрасный обогреватель
Инфракрасное излучение повсеместно применяют для обогрева помещений и уличных пространств. Инфракрасный обогреватель — отопительный прибор, отдающий тепло преимущественно излучением, а не конвекцией — используется для организации дополнительного или основного отопления в помещениях (домах, квартирах, офисах и т. п.), а также для локального обогрева уличного пространства (уличные кафе, беседки, веранды) или зон в помещениях большого объёма (прикассовые зоны в гипермаркетах).
Инфракрасный обогреватель в быту иногда неточно называется рефлектором. Лучистая энергия поглощается окружающими поверхностями, превращаясь в тепловую энергию, нагревает их, которые в свою очередь отдают тепло воздуху. Это даёт существенный экономический эффект по сравнению с конвекционным обогревом, где тепло существенно расходуется на обогрев неиспользуемого подпотолочного пространства. Кроме того, при помощи ИК обогревателей появляется возможность местного обогрева только тех площадей в помещении, в которых это необходимо без обогрева всего объёма помещения; тепловой эффект от инфракрасных обогревателей ощущается сразу после включения, что позволяет избежать предварительного нагрева помещения. Эти факторы снижают затраты энергии.

#### При покраске
Инфракрасные излучатели часто применяют для сушки окрашенных поверхностей. Инфракрасный метод сушки имеет существенные преимущества перед традиционным, конвекционным методом. В первую очередь это экономический эффект: благодаря поглощению тепла непосредственно окрашенной поверхностью процесс идёт гораздо быстрее, а энергии при этом затрачивается гораздо меньше, чем при традиционных методах. Кроме того, минимизируется конвекция воздуха, благодаря чему на окрашенные поверхности попадает меньше пыли.

### Инфракрасная астрономия
Раздел астрономии и астрофизики, исследующий космические объекты, видимые в инфракрасном излучении. При этом под инфракрасным излучением подразумевают электромагнитные волны с длиной волны от 0,74 до 2000 мкм. Инфракрасное излучение находится в диапазоне между видимым излучением, длина волны которого колеблется от 380 до 750 нанометров, и субмиллиметровым излучением.
Инфракрасная астрономия начала развиваться в 1830-е годы, спустя несколько десятилетий после открытия инфракрасного излучения Уильямом Гершелем. Первоначально прогресс был незначительным и до начала 20 века отсутствовали открытия астрономических объектов в инфракрасном диапазоне помимо Солнца и Луны, однако после ряда открытий, сделанных в радиоастрономии в 1950-х и 1960-х годах, астрономы осознали наличие большого объёма информации, находящегося вне видимого диапазона волн. С тех пор была сформирована современная инфракрасная астрономия.

### Инфракрасная спектроскопия
Инфракрасная спектроскопия — раздел спектроскопии, охватывающий длинноволновую область спектра (>730 нм за красной границей видимого света). Инфракрасные спектры возникают в результате колебательного (отчасти вращательного) движения молекул, а именно — в результате переходов между колебательными уровнями основного электронного состояния молекул. ИК излучение поглощают многие газы, за исключением таких как О2, N2, H2, Cl2 и одноатомных газов. Поглощение происходит на длине волны, характерной для каждого определённого газа, для СО, например, таковой является длина волны 4,7 мкм.
По инфракрасным спектрам поглощения можно установить строение молекул различных органических (и неорганических) веществ с относительно короткими молекулами: антибиотиков, ферментов, алкалоидов, полимеров, комплексных соединений и др. Колебательные спектры молекул различных органических (и неорганических) веществ с относительно длинными молекулами (белки, жиры, углеводы, ДНК, РНК и др.) находятся в терагерцевом диапазоне, поэтому строение этих молекул можно установить с помощью радиочастотных спектрометров терагерцевого диапазона. По числу и положению пиков в ИК спектрах поглощения можно судить о природе вещества (качественный анализ), а по интенсивности полос поглощения — о количестве вещества (количественный анализ). Основные приборы — различного типа инфракрасные спектрометры.

### Передача данных
Распространение инфракрасных светодиодов, лазеров и фотодиодов позволило создать беспроводной оптический метод передачи данных на их основе. В компьютерной технике обычно используется для связи компьютеров с периферийными устройствами (интерфейс IrDA) В отличие от радиоканала инфракрасный канал нечувствителен к электромагнитным помехам, и это позволяет использовать его в производственных условиях. К недостаткам инфракрасного канала относятся необходимость в оптических окнах на оборудовании, правильной взаимной ориентации устройств. На данный момент существует большое количество производителей сетевого оборудования, основанного на передаче света в атмосфере (FSO), как правило это точка — точка. Сейчас учёными достигнута скорость передачи данных в атмосфере более 4 Тбит/с. При этом известны серийно выпускаемые терминалы связи со скоростью до 100 Гбит/с. В условиях прямой видимости инфракрасный канал может обеспечить связь на расстояниях в несколько километров. О скрытности канала связи не приходится и говорить, так как ИК диапазон не виден человеческому глазу (без использования специального прибора), и угловая расходимость канала связи не превышает 17 мкрад по всем осям.
Тепловое излучение применяется также для приёма сигналов оповещения.

### Дистанционное управление
Инфракрасные диоды и фотодиоды повсеместно применяются в пультах дистанционного управления, системах автоматики, охранных системах, некоторых мобильных телефонах (инфракрасный порт) и т. п. Инфракрасные лучи не отвлекают внимание человека в силу своей невидимости.
Интересно, что инфракрасное излучение бытового пульта дистанционного управления легко фиксируется с помощью дешёвых цифровых фотоаппаратов или видеокамер с ночным режимом, в которых нет специального инфракрасного фильтра.

### Медицина
Наиболее широко инфракрасное излучение в медицине применяется в различных датчиках потока крови (PPG).
Широко распространённые измерители частоты пульса (ЧСС, HR — Heart Rate) и насыщения крови кислородом (SpO2) используют светодиоды зелёного (для пульса) и красного и инфракрасного (для SpO2) излучений.
Излучение инфракрасного лазера используется в методике DLS (Digital Light Scattering) для определения частоты пульса и характеристик потока крови.
Инфракрасные лучи применяются в физиотерапии.
Влияние длинноволнового инфракрасного излучения:
- Стимуляция и улучшение кровообращения. При воздействии длинноволнового инфракрасного излучения на кожный покров происходит раздражение рецепторов кожи и, вследствие реакции гипоталамуса, расслабляются гладкие мышцы кровеносных сосудов, в результате сосуды расширяются.
- Улучшение процессов метаболизма. При тепловом воздействии инфракрасного излучения стимулируется активность на клеточном уровне, улучшаются процессы нейрорегуляции и метаболизма.

### Пищевая промышленность
Особенностью применения ИК-излучения в пищевой промышленности является возможность проникновения электромагнитной волны в такие капиллярно-пористые продукты, как зерно, крупа и мука, на глубину до 7 мм. Эта величина зависит от характера поверхности, структуры, свойств материала и частотной характеристики излучения. Электромагнитная волна определённого частотного диапазона оказывает не только термическое, но и биологическое воздействие на продукт, способствует ускорению биохимических превращений в биологических полимерах (крахмал, белок, липиды). Конвейерные сушильные транспортёры с успехом могут использоваться при закладке зерна в зернохранилища и в мукомольной промышленности.
Недостатком же является существенно большая неравномерность нагрева, что в ряде технологических процессов совершенно неприемлемо.

### Проверка денег на подлинность
Инфракрасный излучатель применяется в приборах для проверки денег. Нанесённые на купюру как один из защитных элементов специальные метамерные краски возможно увидеть исключительно в инфракрасном диапазоне.

### Дистанционное зондирование Земли
Инфракрасное излучение широко применяют при дистанционном зондировании Земли из космоса. Совместное использование спутниковой съёмки в ИК диапазоне со съёмками в других участках спектра позволяет применять методы, принципиально схожие со спектроскопией, для анализа земной поверхности. Особенно актуально это для изучения растительности при расчете различных вегетационных индексов.

## Опасность для здоровья
Очень сильное инфракрасное излучение в местах высокого нагрева может высушивать слизистую оболочку глаз. Наиболее опасно, когда излучение не сопровождается видимым светом. В таких ситуациях необходимо надевать специальные защитные очки для глаз.
Инфракрасное излучение с длиной волны 1.35 мкм, 2.2 мкм при достаточной пиковой мощности в лазерном импульсе может вызывать эффективное разрушение молекул ДНК, более сильное, чем излучение в ближнем ИК-диапазоне.

## Земля как инфракрасный излучатель
Поверхность Земли и облака поглощают видимое и невидимое излучение от Солнца и переизлучают большую часть поглощённой энергии в виде инфракрасного излучения обратно в атмосферу. Некоторые вещества в атмосфере, главным образом капли воды и водяной пар, а также диоксид углерода, метан, азот, гексафторид серы и хлорфторуглерод поглощают это инфракрасное излучение и вновь излучают его во всех направлениях, включая обратно на Землю. Таким образом, парниковый эффект удерживает атмосферу и поверхность в более нагретом состоянии, чем если бы инфракрасные поглотители отсутствовали в атмосфере.